# Antonio Corgos
Antonio Corgos Cervantes (ur. 10 marca 1960 w Barcelonie) – hiszpański lekkoatleta, specjalista skoku w dal, wicemistrz Europy z 1982, trzykrotny olimpijczyk.
Początkowo startował w trójskoku. Zajął w tej konkurencji 9. miejsce na mistrzostwach Europy juniorów w 1977 w Doniecku. Na kolejnych mistrzostwach Europy juniorów w 1979 w Bydgoszczy wszystkie próby w skoku w dal miał przekroczone. Zajął 15. miejsce w trójskoku na  halowych mistrzostwach Europy w 1980 w Sindelfingen.
Później skoncentrował się na skoku w dal. Zajął 7. miejsce w tej konkurencji na igrzyskach olimpijskich w 1980 w Moskwie. Zdobył srebrny medal na halowych mistrzostwach Europy w 1981 w Grenoble, przegrywając jedynie z Rolfem Bernhardem ze Szwajcarii, a wyprzedzając Szamila Abbiasowa ze Związku Radzieckiego. Na kolejnych halowych mistrzostwach Europy w 1982 w Mediolanie zajął 10. miejsce.
Zdobył srebrny medal na mistrzostwach Europy w 1982 w Atenach, za Lutzem Dombrowskim z Niemieckiej Republiki Demokratycznej, a przed Janem Leitnerem z Czechosłowacji. Zajął 4. miejsce na halowych mistrzostwach Europy w 1983 w Budapeszcie oraz 7. miejsce na mistrzostwach świata w 1983 w Helsinkach. Zdobył srebrne medale w skoku w dal na igrzyskach śródziemnomorskich w 1983 Casablance i na mistrzostwach ibero-amerykańskich w 1983 w Barcelonie.
Zajął 10. miejsce na igrzyskach olimpijskich w 1984 w Los Angeles. Na halowych mistrzostwach Europy w 1985 w Pireusie zajął 6. miejsce, a na halowych mistrzostwach Europy w 1986 w Madrycie 4. miejsce. Odpadł w kwalifikacjach na mistrzostwach Europy w 1986 w Stuttgarcie i na mistrzostwach świata w 1987 w Rzymie. Zajął 10. miejsce na halowych mistrzostwach Europy w 1988 w Budapeszcie.
Corgos zdobył brązowy medal w skoku w dal na mistrzostwach ibero-amerykańskich w 1988 w Meksyku. Zajął 5. miejsce w finale tej konkurencji na igrzyskach olimpijskich w 1988 w Seulu. Na halowych mistrzostwach Europy w 1989 w Hadze zdobył drugi raz w karierze srebrny medal, rozdzielając Holendrów Emiela Mellaarda i Fransa Maasa, a na halowych mistrzostwach Europy w 1990 w Glasgow zajął 11. miejsce. Zajął 6. miejsce na mistrzostwach ibero-amerykańskich w 1992 w Sewilli.
Był mistrzem Hiszpanii w skoku w dal w latach 1980, 1982–1988 i 1992, a także halowym mistrzem swego kraju w tej konkurencji w latach 1982–1986 i 1988–1990.
Czterokrotnie poprawiał rekord Hiszpanii w skoku w dal do rezultatu 8,23 m, osiągniętego 24 sierpnia 1980 w Madrycie i również czterokrotnie rekord Hiszpanii w hali do wyniku 8,12 m (22 lutego 1986 Madrycie).
Rekord życiowy Corgosa w trójskoku wynosił 16,28 m (28 czerwca 1987 w Pradze), a w hali 16,33 m (20 lutego 1980 w Mediolanie.